# Campeonato Paranaense de Futebol de 1917
O Campeonato Paranaense de Futebol de 1917 foi uma competição organizada pela Associação Sportiva Paranaense e disputada por sete times em 18 partidas, e teve como campeão o América/Paraná SC, e vice-campeão o Internacional FC. Antes do Campeonato houve uma seletiva para definir o último participante.

## Seletiva
| Equipe                             | Cidade       | Região                           | No ano anterior | Estádio | Capacidade | Títulos        | Participações |
| ---------------------------------- | ------------ | -------------------------------- | --------------- | ------- | ---------- | -------------- | ------------- |
| Savóia-Operário Futebol Clube      | Curitiba     | Região Metropolitana de Curitiba | Estreante       | --      | --         | 0 (não possui) | 1             |
| Americano Esporte Clube            | Curitiba     | Região Metropolitana de Curitiba | Estreante       | --      | --         | 0 (não possui) | 1             |
| Operário Ferroviário Esporte Clube | Ponta Grossa | Microrregião de Ponta Grossa     | Estreante       | --      | --         | 0 (não possui) | 1             |

| Classificado ao Campeonato Paranaense de Futebol de 1917 |
| -------------------------------------------------------- |
| Savóia-Operário Futebol Clube 1° Título                  |

## Participantes
| Equipe                        | Cidade    | Região                           | No ano anterior                                                      | Estádio | Capacidade | Títulos        | Participações |
| ----------------------------- | --------- | -------------------------------- | -------------------------------------------------------------------- | ------- | ---------- | -------------- | ------------- |
| América                       | Paranaguá | Litoral Paranaense               | 4º Lugar (LSP)                                                       | --      | --         | 0 (não possui) | 2             |
| América-Paraná Sport Club     | Curitiba  | Região Metropolitana de Curitiba | Estreante                                                            | --      | --         | 0 (não possui) | 1             |
| Britânia Sport Club           | Curitiba  | Região Metropolitana de Curitiba | Vice-Campeão (LSP)                                                   | --      | --         | 0 (não possui) | 3             |
| Coritiba Foot Ball Club       | Curitiba  | Região Metropolitana de Curitiba | Campeão (APSA)                                                       | --      | --         | 1 (1916)       | 3             |
| Savóia-Operário Futebol Clube | Curitiba  | Região Metropolitana de Curitiba | Ganhador da Seletiva para o Campeonato Paranaense de Futebol de 1917 | --      | --         | 0 (não possui) | 1             |
| International Foot-Ball Club  | Curitiba  | Região Metropolitana de Curitiba | 6º Lugar (LSP)                                                       | --      | --         | 1 (1915)       | 3             |
| Palmeiras de Curitiba         | Curitiba  | Região Metropolitana de Curitiba | 12º Lugar                                                            | --      | --         | 0 (não possui) | 1             |

O Palmeiras de Curitiba disputou o Campeonato Paranaense do ano anterior com o nome de Reco Reco Esporte Clube.

## Escalações
América – Paraná SC: Brito, Alvarenga, Vale, Franico, Calberg, Gaetta, Bittencourt - Eros, Leinig, Dimas e Mio.
Coritiba FC: Bica, Egg, Albano, Alceu, Tavares – Bertolô, Júlio – Pompeu, Pandu, Areia – Haroldo, Ari, Collares – Roger e Barros.

### Campeão
| Campeonato Paranaense de Futebol de 1916 |
| ---------------------------------------- |
| América-Paraná Sport Club 1° Título      |